# 住友運河

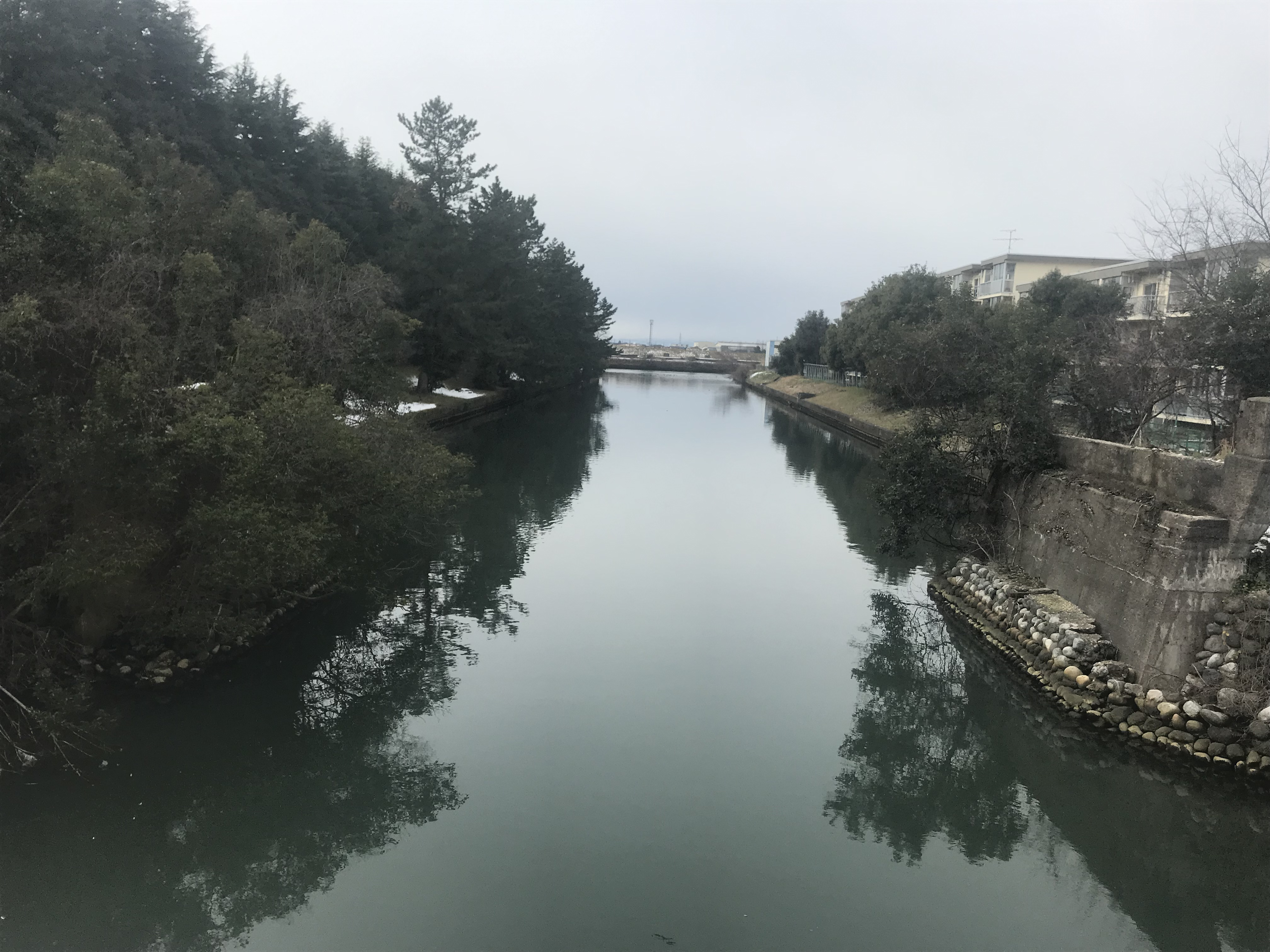
富岩運河との合流地点付近 2019年4月6日撮影

住友運河（すみともうんが）は、富山県富山市にある富岩運河から派生する支線運河である。

## 概要
延長1.3km、水深2.0 - 2.5m、幅員40 - 60mの運河である。
住友金属工業の自社専用運河とした造成された運河で、貯木場としても利用され富山市北部の工業発展に貢献した。現在は親水公園として利用され、桜並木と富山地方鉄道富山港線のトラムが共演する撮影スポットにもなっている。

## 地理
富山県岩瀬スポーツ公園の南側から西側へと流れ出し、米田すずかけ台や犬島新町といった新興住宅の間を流れた後富岩運河に合流する。

## 歴史
住友運河は1940年（昭和15年）3月に住友金属工業が開削した自社専用運河である。住友運河周辺は戦後に工業地帯として発展し、運河は貯木場として使われた。
現在では貯木場としては使われておらず、親水公園が整備されている。
2020年（令和2年）には運河沿いの遊歩道の一部が完成する予定。今後運河沿いすべてに遊歩道と、富岩運河と接する西端に歩道橋を整備し、周遊性のさらなるアップを図る予定である。

## 流域の観光名所
- 富山県岩瀬スポーツ公園 - 住友金属工業の跡地に整備された都市公園。
- 桜並木
- 北陸本線貨物支線跡の廃橋
- 蓮町公園（馬場記念公園）

## 橋梁
富山県道30号と富山県道177号の橋と、富山港線の橋がある。